# دمیتریفکا (آستراخان)
دمیتریفکا (به لاتین: Dmitriyevka) یک منطقهٔ مسکونی در روسیه است که در استان آستراخان واقع شده‌است.